# Chef du système judiciaire iranien
Le chef du système judiciaire iranien est le chef du système judiciaire d'Iran et responsable de son administration et de sa supervision. Nommé par le guide suprême pour 5 ans, il est la plus haute autorité juridique du pays.
Selon l'article 157 de la constitution de la république islamique d'Iran, il doit être choisi par les hommes « justes et honorables ».

## Liste des chefs du système judiciaire iranien depuis 1979
| № | Chef (Naiss–Mort)                        | Image                          | Prise de fonction | Départ                 | Parti politique                               | Guide suprême      |
| - | ---------------------------------------- | ------------------------------ | ----------------- | ---------------------- | --------------------------------------------- | ------------------ |
| 1 | Mohammad Beheshti (1928–1981)            |                                | 3 juin 1979       | 28 juin 1981 assassiné | Parti de la république islamique              | Rouhollah Khomeini |
| 2 | Abdul-Karim Mousavi Ardebili (1926–2016) |                                | 29 juin 1981      | 30 juin 1989           | Parti de la république islamique              | Rouhollah Khomeini |
| 3 | Mohammad Yazdi (1931–2020)               |                                | 30 juin 1989      | 30 juin 1999           | Société des enseignants des séminaires de Qom | Ali Khamenei       |
| 3 | Mohammad Yazdi (1931–2020)               | Association du clergé militant | 30 juin 1989      | 30 juin 1999           |                                               | Ali Khamenei       |
| 4 | Mahmoud Hashemi Shahroudi (1948–2018)    |                                | 30 juin 1999      | 30 juin 2009           | Société des enseignants des séminaires de Qom | Ali Khamenei       |
| 5 | Sadeq Larijani (1961–)                   |                                | 30 juin 2009      | 7 mars 2019            | Société des enseignants des séminaires de Qom | Ali Khamenei       |
| 5 | Sadeq Larijani (1961–)                   | Association du clergé militant | 30 juin 2009      | 7 mars 2019            |                                               | Ali Khamenei       |
| 6 | Ebrahim Raïssi (1960–2024)               |                                | 7 mars 2019       | 1er juil. 2021         | Association du clergé militant                | Ali Khamenei       |
| 7 | Mohseni Ejei (1956-)                     |                                | 1er juil. 2021    |                        |                                               | Ali Khamenei       |